# روح عظيم: المهاتما غاندي (كتاب)
روح عظيم: المهاتما غاندي كتابٌ من تأليف الكاتب المصري عباس محمود العقاد صدر هذا الكتاب عام 1948م حيث يتحدث في هذا الكتاب عن سيرة الزعيم السياسي والديني الهندي غاندي، ويسرد أفكاره وإيمانه ومنهجه في الحياة وفي المقاومة وفي تحرير الهند، ويتناول -كذلك- تآلف الشعب الهندي والبيئة التي نشأ فيها غاندي من ولادته إلى وفاته واغتياله وثقافة غاندي المستنبطة من جميع أنواع الثقافات، وتحدث عن نظرة غاندي للمرأة والسياسة وعلاقته مع الله؛ كما اهتم الكتاب بالجانب الروحاني وبفلسفة غاندي وأيدولوجياته وكيف واجهه بها العالم.

## عن الكتاب
اعتمد العقاد في الكتابة على مذكرات المهاتما غاندي (قصة تجاربي مع الحقيقة) كمرجع في تأليف كتابه يتحدث عباس محمود العقاد في كتابه روح عظيم المهاتما غاندي عن سيرة زعيم الهند المهاتما غاندي وعن أفكاره وإيمانه ويشرح عن نهجه في الحياة والمقاومة وكيفية الاقتراب بطريق سلمي لمقاومة السكان وسبب تسميته بالمهاتما وما يميز الكتاب هو الترتيب المنطقي والتسلسل للموضوعات حيث بدأ المؤلف بمقدمة تتحدث عن آفاق الإنسانية والادخار والتاريخ البشري حيث يرى العقاد أن الإنسانية تسير في طريقها نحو الكمال، ومن أفضل وسائل توجيهها في الطريق السليم أن ندرس سير العظماء، ويري أن غاندي من العظماء الذين يجدر دراسة شخصياتهم ودراسة أثرهم في الحياة يبدأ الحديث في مقدمة عن الإنسانية حيث كما أشار إلى تاريخ الهند وكيف تخلص من الاستعمار، فيتحدث العقاد عن روح الهند، أو عن «السيكولوجية القومية» للهند، فيري أن الهنود كانوا أبعد عن ان يكونوا أمة واحدة لكثر لغاتهم ودياناتهم وعرقیاتهم، لكن عدم وجود عصبية قومية فتح لهم الطريق للحاسة الدينية الروحانية موضحا جهود غاندي، فهو كما يرى الكاتب أحد الأسباب الرئيسية في تحرير الهند، ثم يبدأ العقاد في الحديث عن نشأة غاندي ثم كتب العقاد عن ديانة غاندي، وصلاة غاندي فغاندي كان من أتباع ديانة تحرم أكل اللحوم وهي الجاينية التي هي ديانة هندية ذات طابع فلسفي ولها عقيدة في السلام العام كان يحترمها أشد الاحترام تعتبر مكون رئيسي لشخصية غاندي ثم كتب العقاد فصلا عن عقيدة «الأهيمسا» والتي تعني ترك العنف شعورا بالقوة والقدرة النفسية كتب العقاد بعد ذلك فصلا عن ثقافة غاندي، حيث ذكر بعض أبواب العلم والثقافة التي اطلع عليها، وأهم ما كان يقرأ لهم من المفكرين والأدباء موضحا انه كان متصلا بثقافة عصره ثم ألف فصلا عن غاندي والجيل الجديد، وغاندي والمرأة. تحدث فيهما عن علاقته بكليهما ثم كتب فصلا عن سياسة غاندي والعقاد كعادته في تناوله لسير الأعلام يدرس ما يعتبره مفاتيح شخصياتهم وسماتهم النفسية، حيث ألف أيضا فصلا بعنوان «مفتاح شخصیته»، فنجده يرد بعض الحوادث التاريخية ليبين عبقرية غاندي ومدى سمو نفسه وروحه السمحة، بحيث أصبح رمزًا للسلام واللاعنف وأبًا روحيًّا للهند الحرة وذكر أيضا فيه بعض التناقضات التي تبدو علي غاندي في سيرته، فهو رجل عصري بثقافته لكنه كان يميل للزهد وترك الطب الحديث وفسر العقاد سبب هذا التناقض ثم العديد الأسباب المهمة في حياة غاندي مثل المعتقدات والتركيز والمقاومة وغيرها من القضايا الفلسفية والفكرية في المناهج الدراسية ثم كتب العقاد فصلا عن مكانة غاندي لدي الكثير من كتاب عصره وساسته، وفي النهاية كتب فصلا عن مصرعه، وكيف قتل في عملية اغتيال قام بها أحد الشباب بدوافع التعصب الديني

## محتويات الكتاب
1. آفاق الإنسانية
2. العناية الإلهية وتاريخ الإنسان
3. روح الهند
4. نشأة غاندي
5. عقيدته
6. صلاته
7. ما هي «الاهمسا» ؟
8. «الاهمسا» من الوجهة العلمية
9. ثقافة غاندي
10. غاندي والجيل الجديد
11. غاندي والمرأة
12. سیاسته
13. مفتاح شخصیته
14. تقديره ونقده
15. مصرعه
16. هذا هو الإنسان[6]

## اقتباسات من الكتاب
يصف العقاد المهاتما غاندي بقديس القرن العشرين. فيقول:
- إن ذلك الرجل المسالم البسيط استطاع أن يجمع الهند على كلمة واحدة رغم تعدد ثقافاتها واختلاف ملل أبنائها، بشكل يجعلها أقرب لكونها دول مختلفة لا دولة واحدة، فكانت مهمة توحيدها ضربًا من الخيال ومن خلال سياسة المقاومة السلمية (الاهمسا) التي دعا إليها غاندي واستمدها من التعاليم الدينية المتسامحة التي كانت بالهند، استطاع أن يجبر الإمبراطورية التي لا تغيب عنها الشمس أن تترك مستعمراتها الثرية الشاسعة بالهند دون عنف.
- آفاق الإنسانية واسعة، وأغوارها عميقة، ومداها من الزمن بعيد. وحق على كل إنسان أن يذرع هذه الآفاق، وأن يسبر هذه الأغوار، وأن يبسط الرجاء على هذا المدى البعيد. لا لأنه يعلم سيرة هذا الإنسان وحسب، ولا لأنه يحيط بتاريخ هذه الأمة وكفى، ولكن لأنه يحقق معناه ويبلغ به كماله، كلما عرف غاية من الغايات التي تنتهي إليها طاقة الإنسان. وليس أعون له على ذلك من سير العظماء؛ لأنهم يتماثلون ويتناقضون، ويعرضون لنا ألوانا من القدرة، وأنماطا من الفطرة، وكلهم بعد ذلك على خلق عظيم.[7]
- هل للتاريخ الإنساني وجهة معينة لكي نستطيع أن نتبينها من جملة الحوادث الماضية؟ هذا سؤال يتوقف جوابه على سؤال آخر وهو: ماذا عسى أن تكون وجهة التاريخ المعقولة إذا تخيلنا له اتجاها يتوخاه على نهج مرسوم؟ شيء يتعلق بالإنسان الفرد. وشيء يتعلق بالناس كافة، أو بالإنسانية جمعاء. فالشيء الذي يتعلق باتجاه الإنسان الفرد هو ازدياد نصيبه من الحرية والتبعة. والشيء الذي يتعلق بالإنسانية جمعاء هو ازدياد نصيبها من التعاون والاتصال.
- أصبح المقياس الوحيد لارتقاء الأمة هو مقدار حظ الفرد فيها من الحريات والتبعات
- لان الجينية لا تدين بتفاوت الطبقات ولا تجعلها أصلا من أصول الدين، فعمل الإنسان هو الذي يرتفع به أو ينحدر في الطبقات الخليقة "
- لا خلاص بغير سلوك، ولا كمال بغیر خلاص[8]